# Eustrotia lixinites
Eustrotia lixinites är en fjärilsart som beskrevs av Dyar 1912. Eustrotia lixinites ingår i släktet Eustrotia och familjen nattflyn. Inga underarter finns listade i Catalogue of Life.